# 羅伯特·侯賽因
羅伯特·侯賽因（英語：Robert Hossein，1927年12月30日—2020年12月31日），男，巴黎人，法國演員和編劇。

## 生平
19歲成為舞台劇演員。1948年首次出演電影，從小角色開始演起，隨後成名而開始大放光彩，1950年代到1970年代出演許多電影。
2000至2008年，他在巴黎的馬里尼劇院擔任藝術總監。2005年被頒授榮譽勳章。
2020年12月31日因2019冠狀病毒病去世。

## 家庭
父親安德烈·侯賽因是伊朗作曲家，母親Anna Minevskaya是俄羅斯演員。

## 代表作
- 阿拉曼戰役 (1969)
- 沙漠坦克決戰 (1969)

## 外部連結
羅伯特·侯賽因在互联网电影资料库（IMDb）上的資料（英文）